# Tassos Isaac
Anastasios (Tassos) Isaac (greacă: Αναστάσιος (Τάσος) Ισαάκ) (1972 - 11 august 1996), a fost un activist cipriot grec. A fost ucis de câțiva membri ai organizației Lupii Cenușii în Zona de Tampon a Națiunilor Unite din Cipru. Este considerat erou național în Cipru și Grecia.

Tassos Isaac linșat de Lupii Cenușii

## Evenimente ce au condus la asasinarea sa
În august 1996, pentru a comemora 22 de ani de la divizarea Ciprului, peste 200 de bicicliști din mai multe state europene au organizat o cursă de la Berlin (ultimul oraș divizat din Europa în afară de Nicosia) la Kyrenia. Au plecat de la Berlin la data de 2 august și plănuiau să ajungă la destinație la data de 11 a aceleiași luni. Simultan, aproximativ 2.500 de membri ai organizației de dreapta Lupii Cenușii plănuiau să călătorească din Turcia în Cipru.
Datorită puternicelor presiuni politice (chiar și din partea Secretarului General al Națiunilor Unite, Boutros Boutros-Ghali) pe lângă Federația Cipriotă de Motociclism, finala a fost anulată. Acest lucru a fost dezaprobat de o mare parte a bicicliștilor, care au decis să mărșăluiască pe cont propriu în zona de tampon. Printre ei se afla și Tassos Isaac.
La un moment dat, Isaac a fost prins în sârmă ghimpată fără ca ceilalți protestatari să observe la timp că acesta a rămas în urmă. Un grup mare de „Lupi Cenușii”, realizând că este lipsit de ajutor, a reușit să ajungă lângă el și au început să-l lovească cu bâtele, cu pumnii și să arunce cu pietre în el. Au continuat așa timp de mai multe minute, fără ca menținătorii de pace ai ONU să intervină, până când ciprioții greci au reușit să scoată din mulțime cadavrul lui Isaac.

## Înmormântarea și reacțiile
Funeraliile lui Tassos Isaac s-au ținut la data de 14 august și la ele au participat mii de oameni. Protestele de după înmormântare au condus la asasinarea vărului lui Isaac, Solomos Solomou.
La data de 22 noiembrie 1996, ucigașii lui Tassos Isaac au fost arestați. Este vorba despre  Hasim Yilmaz, fost membru al Serviciilor Secrete Turce,  Neyfel Mustafa Ergun, membru al Poliției Cipriote Turce, organizație considerată ilegală, Polat Fikret Koreli, un cipriot turc din Famagusta, Mehmet Mustafa Arslan, liderul Lupilor Cenușii din zonele ocupate și Erhan Arikli, un colonist turc din fosta Uniune Sovietică.

## Guvernul Grec ca naș
Când Isaac a fost ucis, a lăsat în urmă soția însărcinată. În semn de mulțumire pentru serviciile aduse națiunii grecești, Republica Elenă a decis să fie nașul copilului care încă nu se născuse. Când fetița s-a născut, a fost botezată Anastasia (după tatăl ei), de Ministrul grec al Afacerilor Externe de atunci, Theodoros Pangalos. Cântăreața grecoaică Haris Alexiou i-a dedicat acesteia piesa „Tragoudi tou Helidhoniou” („Cântecul Rândunicii”).